# Bielice (Namysłów)
Pour les articles homonymes, voir Bielice.
Bielice est une localité polonaise de la gmina de Świerczów, située dans le powiat de Namysłów en voïvodie d'Opole.